# Живко Коцев
Живко Христов Коцев е български полицай, главен комисар от Министерство на вътрешните работи, главен секретар на Министерство на вътрешните работи от 8 септември 2023 г. до 10 април 2024 г.

## Биография
Роден е на 9 октомври 1971 г. в София. Завършва специалност „Противодействие на престъпността и опазване на обществения ред“ в Академията на МВР. Влиза в структурата на МВР през 1991 г. като полицай в СДВР. Бил е инспектор в сектор „Престъпления против личността и грабежи“, началник на различни сектори в отдел „Криминална полиция“ на отделни районни управления в София и началник на 4-то РУ-СДВР. Завършва магистратура по право във Великотърновския университет „Св.св. Кирил и Методий“, а през 2004 г. Академията по правоприлагане ILEA в Будапеща. От 2010 до 2013 г. е директор на ОДМВР-Велико Търново. Между 2013 и 2015 г. работи в отдел „Криминална полиция“ на Главна дирекция „Национална полиция“. От 2015 г. е заместник-директор на СДВР. В периода 2015 – 2022 г. работи на различни длъжности в Главна дирекция „Национална полиция“. От март 2022 г. до 10 юли 2023 г. е директор на ОДМВР-София. От 10 юли 2023 г. е назначен за временно изпълняващ длъжността заместник главен секретар на МВР. На 8 септември 2023 г. е назначен за главен секретар на МВР. На 10 април 2024 г. с указ на президента Румен Радев е освободен от тази длъжност.
Награждаван е с „Почетен знак на МВР III степен“ –2005 г.; „Почетен медал на МВР“ – 2011 г.; „За доблест и заслуга III степен“ – 2012 г.